# Domkov
Domkov  (německy Domkau) je zaniklá vesnice v okrese Náchod. Katastrální území Domkov je dnes součástí obce Provodov-Šonov.
Domkov musel ustoupit výstavbě vodní nádrže Rozkoš. Nacházel se v blízkosti obce Provodov-Šonov. V současné době je na převážné části původního území severovýchodní zátoka přehrady. Nachází se zde významné hnízdiště vodního ptactva.

## Historie

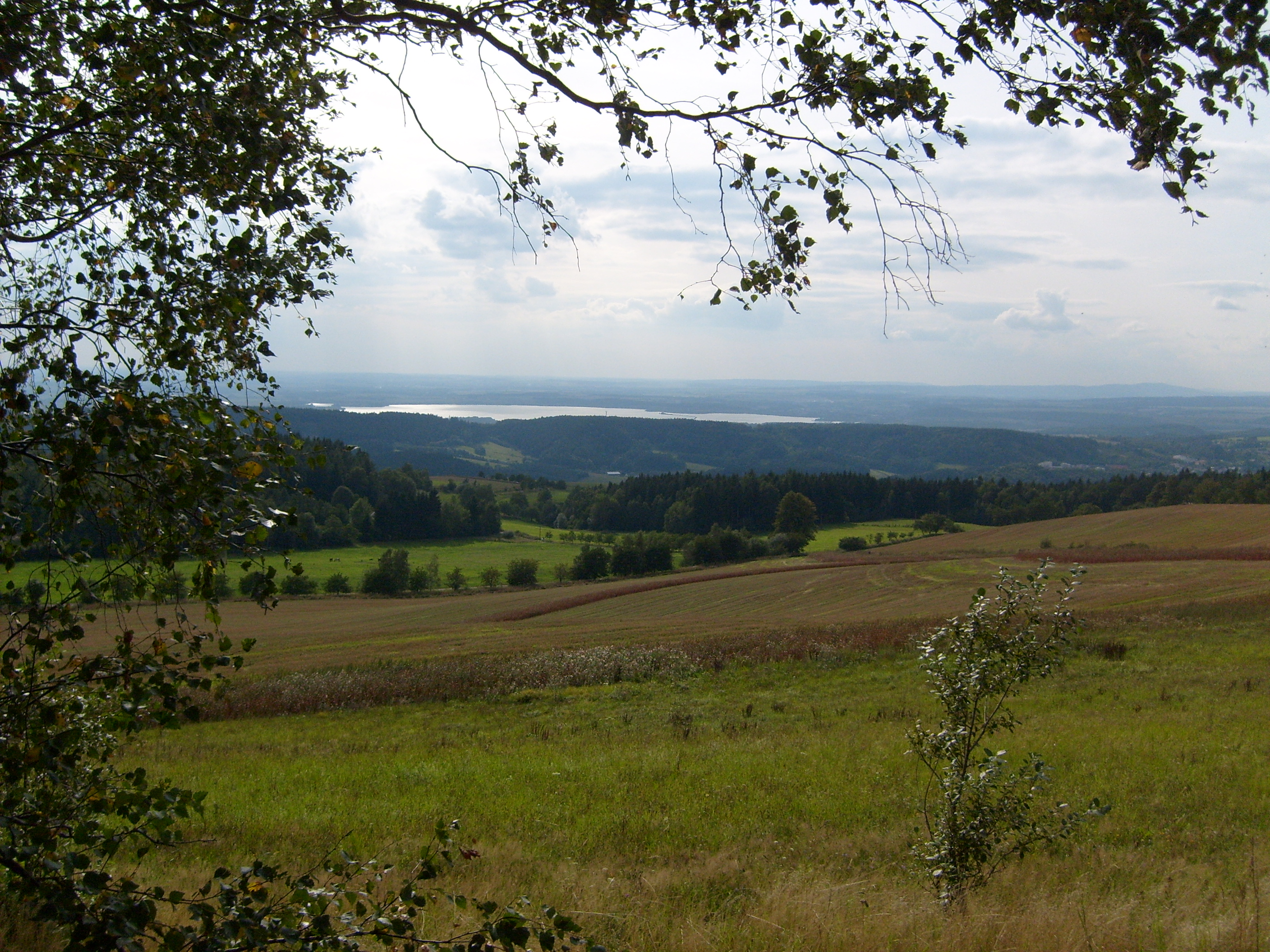
Pohled na vodní nádrž Rozkoš od východu

Nejstarší zmínka o domkovské tvrzi, kdy Domkov patřil Buchovským z Buchova, je z 15. století. Nejvýznamnějším příslušníkem zmíněného rodu byl Zbyněk Buchovský z Buchova na Domkově, který působil ve službách minsterberského knížete.
V roce  1495 Zbyněk Buchovský prodal část Domkova majiteli opočenského panství Mikuláši Trčkovi z Lípy. V roce 1542 přešel domkovský dvůr do vlastnictví pánů z Pernštejna a později se zde vystřídali další majitelé. V roce 1624 nová majitelka novoměstského panství Magdalena Trčková rozdělila osadu Domkov na čtyři díly a půdu přidělila sedlákům. K domkovskému dvoru jako součásti novoměstského panství patřil rozlehlý rybník Rozkoš. Ten však byl zanesen po  průtrži mračen, k níž došlo u Dobenína v roce 1732, a v následujícím století zcela zanikl.
V roce 1950 bylo rozhodnuto o výstavbě vodní nádrže Rozkoš. Během stavby přehrady, která se uskutečnila v letech 1961–1971 se Domkov postupně vylidnil, poslední obyvatelé odešli ze zanikající vesnice v roce  1968.

## Zajímavosti
- Do Domkova umístil Alois Jirásek děj své knihy Maryla[1]
- Poslední stavbou byla stodola zbořená v 70. letech 20. století